# Baby Did a Bad, Bad Thing
Baby Did A Bad, Bad Thing – singel amerykańskiego piosenkarza rockowego Chrisa Isaaka. Na początku wydano go jako utwór na albumie Forever Blue z 1995 roku, zapożyczając riff z piosenki „Shake Your Hips” wokalisty Slim Harpo. Później, utwór został użyty w filmie Stanleya Kubricka – Oczy szeroko zamknięte z 1999 roku, w którym zagrał m.in. Tom Cruise i Nicole Kidman. Został użyty również na początku odcinka „Pieskie popołudnia” serialu Dowody zbrodni.

## Teledysk
Wideoklip do piosenki został wyreżyserowany przez Herba Rittsa. Kolorowe zdjęcia ukazują francuską modelkę Laetitię Castę w motelu, która poruszając się seksownie, jest obserwowana przez Isaaka. Ma na sobie czarną perukę i seksowną bieliznę. W lipcu 1999 roku VH1 zaczęła pokazywać dwie wersje teledysku: ocenzurowana była grana przed godziną 21, a pełna po 21. Teledysk w środowisku internetowym był uważany za zbyt erotyczny. Natomiast stacja VH1 umieściła go na 28. miejscu „50 najseksowniejszych momentów na teledyskach”.